# Powiat de Myślibórz
Pour les articles homonymes, voir Myślibórz (homonymie).
Le powiat de Myślibórz (en polonais : powiat myśliborski) est un powiat appartenant à la voïvodie de Poméranie-Occidentale dans le nord-ouest de la Pologne.

## Division administrative

Carte du powiat

Le powiat de Myślibórz comprend 5 communes :
- 3 communes urbaines-rurales : Barlinek, Dębno et Myślibórz ;
- 2 communes rurales : Boleszkowice et Nowogródek Pomorski.